# عودة القط
عودة القط (باليابانية: 猫の恩返し) فيلم أنمي ياباني، صدر عام 2002، من إخراج هيرويوكي موريتا وإنتاج استوديو غيبلي.

## القصة
تدور قصة الفيلم حول فتاة بسيطة في الثانوية تدعى هارو، حيث صادف في يوم من الأيام أثناء ذهابها للمدرسة قطًا كان على وشك الدهس من قبل شاحنة. فأنقذته. واكتشفت بعد ذلك أن ذلك القط هو ابن ملك مملكة القطط. حيث تدعى (بل تجبر) لاحقا لتأتي المملكة لتقديمها خطيبة لولي عهد الملك بأمر الملك المتسلط بعد أن أغرقت حديقة بيتها بهدايا من مملكة القطط المتمثلة في النعناع البري ومضارب التنس (رياضتها المفضلة). وخلالها بدأت هارو بسماع صوت همس أنثوي في أذنها بأن تذهب لمكتب القط حيث يوجد 'بارون. الذي سيساعدها في الخلاص من ورطة الزواج القسري الذي قرره الملك رغمًا عن هارو.

## روابط خارجية
- عودة القط على موقع IMDb (الإنجليزية)
- عودة القط على موقع ميتاكريتيك (الإنجليزية)
- عودة القط على موقع روتن توميتوز (الإنجليزية)
- عودة القط على موقع نتفليكس (الإنجليزية)
- عودة القط على موقع ألو سيني (الفرنسية)
- عودة القط على موقع Turner Classic Movies (الإنجليزية)
- عودة القط على موقع أول موفي (الإنجليزية)
- عودة القط على موقع فيلمافينيتي (الإسبانية)
- عودة القط على موقع قاعدة بيانات الفيلم (الإنجليزية)
- عودة القط على موقع ليتربوكسد (الإنجليزية)